# Invasión Qing de Joseon
La invasión Qing de Joseon se produjo en invierno de 1636 cuando la recientemente establecida dinastía Qing de origen manchú invadió el reino de Joseon de Corea, consolidando su estatus como centro del sistema tributario chino imperial, e hizo romper formalmente la relación de Joseon con la dinastía Ming. La invasión fue precedida por la primera invasión Qing de Joseon en 1627.

## Antecedente
Después de la primera invasión de 1627, la dinastía Joseon continuó desafiando a los manchúes. El comercio fue malo y Corea no entregó al fugitivo manchú que se había refugiado allí. Además, Corea adoptó una actitud provocativa cuando Huang Taiji proclamó la nueva dinastía Qing. Los delegados manchúes Inggūldai y Mafuta recibieron una helada bienvenida en Hanseong, Seúl, donde los soldados coreanos permanecieron en las sombras. Los delegados se ofendieron y regresaron a Manchuria.
La corte coreana estaba dominada por halcones a favor de la guerra, pero no mejoró sus capacidades militares. Un mensaje bélico a Pyongan-do fue interceptado por Inggūldai. Los príncipes, furiosos, propusieron una invasión inmediata de Joseon, pero Hung Taiji prefirió antes una incursión contra los Ming. Tras el éxito de la operación contra Ming, Hong Taiji se dirigió hacia Joseon y lanzó un ataque en diciembre de 1636.

## La invasión
Huang Taiji envió a Abatai, Jirgalang y Ajige para asegurar los lugares costeros de Corea, por lo que Ming no pudiera enviar refuerzos, y el rebelde ming Kong Youde, ahora príncipe Gongshun de Qing, atacó Ganghwa y Ka, y los también desertores Geng Zhongming y Shang Kexi jugaron papeles importantes en la invasión coreana.
El 9 de diciembre de 1636, Hung Taiji dirigió los ejércitos manchú, mongol y chinos contra Joseon. El soporte chino fue particularmente evidente en los contingentes de artillería y naval del ejército. En lugar de atacar las fuerzas de Im Gyeong Eop en la fortaleza de Baegma de Uiju, los príncipes Dodo, Dorgon y Hooge dirigieron la vanguardia mongol directamente a Hanseong para evitar que el rey Injo evacuara a la isla de Ganghwa como la guerra anterior. Las guarniciones de Hanseong fueron derrotados y la ciudad fue tomada. Se movilizaron 15 000 tropas del sur para socorrer la ciudad, pero fueron derrotados por el ejército de Dorgon.
El rey se refugió en la fortaleza de Namhansanseong, y envió a la familia a la isla de Ganghwa. La fortaleza fue inmediatamente sitiada por el ejército Qing y mientras los oficiales de Joseon debatían el curso de acción, Dorgon ocupó la isla de Ganghwa en un día y capturó al segundo hijo y consortes del rey Injo. Varios intentos de las fuerzas de Joseon de otras regiones para romper el cerco fueron frustrados por Dodo, y las salidas de la fortaleza no tuvieron éxito. Mientras tanto, las unidades de Hong Taiji avanzaron hacia el río Imjin y esperaron que se congelara para cruzar.
Se envió un mensaje a Injo en que se decía que, para proteger a su familia y sus santuarios ancestrales, debía rendirse, y cuando la fortaleza ya estaba a punto de capitular, Injo se rindió. La delegación de entrega se recibió en el río Han, donde Injo entregó a Qing sus sellos Ming de investidura y tres oficiales favorables a la guerra, además de aceptar los siguientes términos de paz:
- Joseon deja de utilizar el nombre de la era Ming, así como el abandono del sello Ming, la patente imperial y los libros de jade.
- Joseon ofrece a los primeros y segundos hijos del rey Injo, así como a los hijos o hermanos de los ministros como rehenes.
- Joseon acepta el calendario Qing.
- Joseon trata a Qing como señor tributario soberano.
- Joseon envía tropas y suministros para ayudar a Qing en la guerra contra Ming.
- Joseon ofrece barcos de guerra para transportar soldados Qing.
- Los ministros de Joseon y Qing se relacionan en matrimonios.
- Joseon rechaza los refugiados del territorio Qing.
- Joseon no está autorizado a construir castillos.

Hong Taiji hizo instalar una plataforma a Samjeondo en el extremo superior del río Han.  En la parte superior de la plataforma, aceptó la llegada del rey Injo, que fue obligado a repetir el ritual humillante muchas veces. Un monumento en honor de las llamadas virtudes excelentes del emperador manchú se erigió en Samjeondo, donde se había llevado a cabo la ceremonia de sumisión. De acuerdo con los términos de la rendición, Joseon envió tropas para atacar la isla de Ka, en la desembocadura del río Yalu.
Shen Shikui estaba bien asentado en las fortificaciones de la isla de Ka y luchó contra sus atacantes con cañones pesados durante más de un mes. Al final, los Ming y desertores coreanos, entre ellos Kong Youde llegaron con 70 barcos al lado oriental de la isla y embarcaron la guarnición. A la mañana siguiente, encontraron que los Qing habían llegado a su retaguardia en la esquina noroeste de la isla en medio de la noche. Shen se negó a rendirse, pero fue depuesto y decapitado por Ajige. Los informes oficiales establecen las víctimas como mínimo en 10 000, con pocos supervivientes. El general Ming Yang Sichang retiró las restantes fuerzas Ming de Corea hasta Denglai, al norte de Shandong.

## Consecuencias

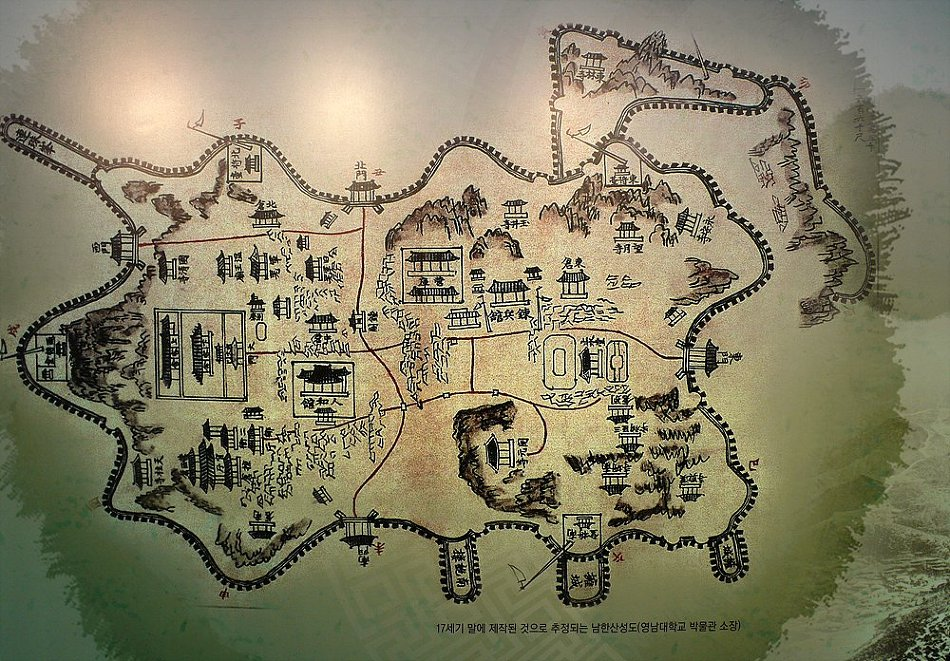
La fortaleza de Namhansanseong en el.

El general Im Gyeong Eop que se encargó de defender la fortaleza de Baegma en la frontera de Qing-Joseon, bajó a Hanseong y emboscó a un grupo de soldados Qing que volvían a casa, habiendo decapitado a su general Yaochi. Como no era consciente de la rendición en aquella época, fue liberado sin ningún castigo por Hung Taiji, que quedó muy impresionado por los esfuerzos valientes de Im en nombre de su reino, quien pidió el apoyo militar de Hanseong al comienzo de la guerra, que nunca llegó, y había planeado invadir Mukden, la capital de la dinastía Qing. 
Muchas mujeres coreanas fueron secuestradas y fueron violadas de la mano de las fuerzas Qing y, como consecuencia, no fueron libres para sus familias, incluso cuando fueron liberadas por los Qing después de ser rescatadas. En 1648, Joseon se vio obligado a proporcionar varias de sus princesas reales como concubinas al regente de Qing el Príncipe Dorgon. En 1650, Dorgon se casó con la princesa Joseon Yishun. Dorgon se casó con dos princesas Joseon a Lianshan.
Los coreanos, mientras oficialmente obedecían, continuaron manteniendo en privado una actitud desafiante hacia la dinastía Qing. Los estudiosos de Joseon utilizaron secretamente los nombres de la era de Ming incluso después del colapso de la dinastía, y muchos pensaron que Joseon debería ser el sucesor legítimo de la dinastía Ming y la civilización china en vez de los bárbaros Qing. A pesar del tratado de paz que prohibía la construcción de castillos, se erigieron castillos alrededor de Seúl y la región del norte. Hyojong de Joseon vivió como rehén durante siete años en Mukden hasta que sucedió Injo. Hyojong planeó una invasión de Qing durante sus diez años en el trono de Joseon, aunque el plan terminó con su muerte, cuando la expedición estaba a punto.
Hasta el 1894, Joseon permaneció como estado tributario de la dinastía Qing, aunque la influencia manchú en Corea mermó a partir del final del siglo XVIII cuando Joseon comenzó a prosperar de nuevo. El Imperio del Japón obligó a la dinastía Qing a reconocer el final de la relación tributaria de China con Corea después de la primera guerra sino-japonesa con el Tratado de Shimonoseki y abrió la influencia japonesa en los asuntos coreanos, y posteriormente invadió y anexionó Corea a principios del siglo XX.
Una nota interesante que el historiador Ji-Young Lee ha planteado es que durante gran parte del discurso histórico de Joseon después de la invasión, la invasión manchú fue vista como un evento más importante que las invasiones japonesas de Corea (1592-1598), que a la vez, no había terminado en una derrota completa para Joseon. La derrota a manos de los manchúes "bárbaros" y la humillación del rey Joseon, así como la ruptura con su vecina, la dinastía Ming, tuvieron un profundo impacto psicológico en la sociedad coreana contemporánea. Las invasiones japonesas, por el contrario, no habían creado un cambio fundamental en el orden mundial Ming del que Joseon había sido parte. Hideyoshi Toyotomi reemplazó la invasión Qing en importancia.